# Vattengrimmia
Vattengrimmia (Grimmia mollis) är en bladmossart som beskrevs av Bruch och W. P. Schimper in B.S.G. 1849. Vattengrimmia ingår i släktet grimmior, och familjen Grimmiaceae. Enligt den finländska rödlistan är arten starkt hotad i Finland. Arten är reproducerande i Sverige. Artens livsmiljö är fjällklippor, block- och stenmarker. Inga underarter finns listade i Catalogue of Life.